# Josef Snaga
Josef Snaga (* 3. Juni 1871 in Branitz, Schlesien; † 13. März 1946 in Halle (Saale)) war ein deutscher Kapellmeister und Komponist.

## Leben
Snaga studierte Musik an der Kirchenmusikschule Regensburg und ging 1898 nach Leipzig ans dortige Konservatorium. Parallel dazu studierte er auch an der Universität. Zwischen 1899 und 1902 war er an der Hochschule für Musik in Berlin und machte auch seinen Abschluss. 
Nach verschiedenen Engagements als Kapellmeister holte man Snaga 1905 nach Düsseldorf, wo er bis 1916 arbeitete. In diesem Jahr wurde Snaga ans Apollo-Theater nach Berlin engagiert; später arbeitete er auch im Wintergarten in Berlin. Ab 1923 war er freischaffender Komponist.
Josef Snaga nahm später mit seinem Blasorchester zahlreiche Märsche und Stücke der klassischen Oper auf Schallplatte auf. Aufnahmen für die Deutsche Grammophon sind ab dem Jahr 1927 nachgewiesen.

## Werke
- 1910 Der Rodelzigeuner
- 1911 Die Brettldiva
- 1912 Der Lumpenprinz
- 1913 Die ledige Ehefrau
- 1914 Prinz Alexander
- 1918 Das kleine Mädel
- 1918 Der Hutmacher Seiner Durchlaucht
- 1918 Hanuschka
- 1923 Das Bild der Favoritin
- 1923 Der Leibkutscher des Fridericus Rex
- 1935 Die Weltmeisterin
- 1935 Wenn Liebe befiehlt

### Hörbeispiele
- Hoch zu Roß auf YouTube, aufgenommen vom Grammophon-Blas-Orchester; Leitung: Kapellmeister Joseph Snaga.
- Flieger-Marsch auf YouTube, aufgenommen vom Grammophon-Blas-Orchester; Leitung: Kapellmeister Joseph Snaga.
- Noten und Audiodateien von Josef Snaga im International Music Score Library Project